# Montenars
Montenars – miejscowość i gmina we Włoszech, w regionie Friuli-Wenecja Julijska, w prowincji Udine.
Według danych na rok 2004 gminę zamieszkiwało 536 osób, 26,8 os./km².

## Miasta partnerskie
- Arezzo, Włochy